# ハレ婚。
『ハレ婚。』（ハレこん）は、NONによる日本の青年漫画。構成は手塚だい。『週刊ヤングマガジン』（講談社）にて、2014年30号から2019年29号まで連載。その後、本編後を描く『ハレ婚。おかわり！』（ハレこん おかわり）が2022年7号より同年16号まで短期集中連載された。本作品がNONの同誌初掲載作品である。
一夫多妻制が認められた現代日本のとある町を舞台に、第3夫人となった主人公が夫や他の夫人との結婚生活を通じて成長する姿を描く。2021年1月時点で単行本の累計発行部数は260万部を突破しており、単行本ではおまけ連載小説として構成の手塚だいが書き下ろした「別宅ハレ婚。神田家」が不定期掲載された。
2021年10月18日には、テレビドラマ化が発表された。

## あらすじ
東京で付き合った男性はすべて既婚者と騙され続けてきた前園小春は帰郷するが、父が病に倒れ、経営する喫茶店は借金が返せずに閉店することになってしまった。しかし、何としても店を守りたい小春の前に、伊達龍之介と名乗る謎の男性が現れる。小春は龍之介から借金を肩代わりする代わりに結婚して欲しいと求婚されるが、彼にはすでに2人の嫁がいた。なんと故郷の北つばめ市は少子高齢化や過疎化の対策として、日本で唯一の「一夫多妻制（ハーレム婚、略してハレ婚）」が認められた特区となっていた。
いつか愛する人との結婚を夢見ていた小春は、店を守るために龍之介の第3夫人となることを決意する。こうして龍之介、第1夫人のゆず、第2夫人のまどか、第3夫人の小春による結婚生活が始まった。

## 登場人物

### 伊達家
伊達 小春（だて こはる）
本作品の主人公。第3夫人→第2夫人。旧姓は前園。平成4年11月1日生まれ。22→23歳。
後先を考えない無鉄砲な性格。親の反対を押し切って上京するものの、付き合ってきた彼氏がこぞって既婚者という不運が続き、傷心を機に帰省することを決意する。
帰省後、父親の喫茶店を継いだ。当初は上記のトラウマから情事を断るが、次第に打ち解けていく。
伊達 龍之介（だて りゅうのすけ）
本作品のもう1人の主人公。ゆず、まどか、小春の夫。平成2年2月2日生まれ。25→26歳。
元ピアニスト。現在は無職だが、ピアニストとしての再起を試みている。
柚子からは「龍ちゃん」、まどかからは、「龍之介さん」、小春からは「龍」と呼ばれている。極度の変態だが、子供のときに小春に会ってから一途に想い続けていた。
伊達 柚子（だて ゆず）
第1夫人。旧姓は大津。26→27歳。Iカップ。
北つばめ市市長の娘。長い茶髪にギャル系の派手なルックスだが、茨城弁を話す。まどかからは「ゆずっぺ」と呼ばれる。小春に負けないほど口うるさい性格だが、料理上手で気遣いも見せる。龍之介レベルのエロさを持つ。
伊達 まどか（だて まどか）
第2夫人→離婚。平成5年4月22日生まれ。21歳。
家庭の会計担当。物静かな性格で龍之介のピアノが好き。ショートヘアのスタイリッシュな美女。柚子からは「マグロ女」と呼ばれていた。3人の中で最も龍之介への独占欲が強く嫉妬深い。

### 小春の関係者
前園 哲郎（まえぞの てつろう）
小春の父親。喫茶店ルパンを経営。病気で倒れ、後に死去する。
前園 直子（まえぞの なおこ）
小春の母親。口元にホクロがある。コーヒーを淹れる哲郎の姿に惹かれ結婚した。当初は小春が店を継ぐことに否定的であった。夫の死後、ルパンを切り盛りする。
松橋 うらら（まつはし うらら）
ルパンでアルバイトをする女子高生。18歳。
大学進学を目前に控えていたが、父からは後継ぎのため婿をもらうように強制されており、見合いさせられかけていたが、妻子のいる担任への好意が諦めきれず、小春らに相談する。結局担任と大学進学を諦め、ルパンでのアルバイトを継続している。

### ゆずの関係者
大津 一基（おおつ かずき）
ゆずの父親で北つばめ市の市長。ハレ婚の立案者。よく精力剤（絶倫丸）を龍之介に贈っている。
大津 みかん（おおつ みかん）
大津の次女で、ゆずの妹。16歳。
大津 れもん（おおつ れもん）
大津の三女で、末の妹。
大津 ハッサク（おおつ ハッサク）
大津の長男で、ゆずの弟。

## 書誌情報
- NON『ハレ婚。』講談社〈ヤンマガKC・ヤンマガKCスペシャル〉、全20巻
  1. 2014年11月26日発売[講 1]、ISBN 978-4-06-382534-3
  2. 2014年12月5日発売[講 2]、ISBN 978-4-06-382543-5
  3. 2015年4月6日発売[講 3]、ISBN 978-4-06-382589-3
  4. 2015年7月6日発売[講 4]、ISBN 978-4-06-382624-1
  5. 2015年10月6日発売[講 5]、ISBN 978-4-06-382674-6
  6. 2015年11月6日発売[講 6]、ISBN 978-4-06-382695-1
  7. 2016年2月5日発売[講 7]、ISBN 978-4-06-382728-6
  8. 2016年6月6日発売[講 8]、ISBN 978-4-06-382798-9
  9. 2016年9月6日発売[講 9]、ISBN 978-4-06-382846-7
  10. 2016年12月6日発売[講 10]、ISBN 978-4-06-382892-4
  11. 2017年3月6日発売[講 11]、ISBN 978-4-06-382930-3
  12. 2017年6月6日発売[講 12]、ISBN 978-4-06-382974-7
  13. 2017年9月6日発売[講 13]、ISBN 978-4-06-510142-1
  14. 2017年12月6日発売[講 14]、ISBN 978-4-06-510542-9
  15. 2018年3月6日発売[講 15]、ISBN 978-4-06-511094-2
  16. 2018年6月6日発売[講 16]、ISBN 978-4-06-511646-3
  17. 2018年10月5日発売[講 17]、ISBN 978-4-06-513150-3
  18. 2019年6月6日発売[講 18]、ISBN 978-4-06-516133-3
  19. 2019年8月6日発売[講 19]、ISBN 978-4-06-516732-8
  20. 2022年5月6日発売[講 20]、ISBN 978-4-06-516732-8 - 『ハレ婚。おかわり！』を収録。

## テレビドラマ
2022年1月16日から3月13日まで、朝日放送テレビの「ドラマ+」枠にて放送された。テレビ神奈川では1月18日より放送。

### キャスト（テレビドラマ）
前園 小春（まえぞの こはる）
演 - 島崎遥香（幼少期：羽鳥心彩）
本作品の主人公。龍之介の第3夫人。
伊達 龍之介（だて りゅうのすけ）
演 - 稲葉友（幼少期：平野虎冴）
元有名ピアニストで作曲家。
伊達 ゆず（だて ゆず）
演 - 柳ゆり菜
龍之介の第1夫人。旧姓：大津。
伊達 まどか（だて まどか）
演 - 浅川梨奈
龍之介の第2夫人。旧姓：西條。
前園 直子（まえぞの なおこ）
演 - 宮地雅子
小春の母。
前園 哲郎（まえぞの てつろう）
演 - 渡辺いっけい
小春の父。
大津 一基（おおつ かずき）
演 - 喜矢武豊
北つばめ市市長。
松橋 うらら（まつはし うらら）
演 - なえなの
喫茶ルパンでアルバイトする高校3年生。

### スタッフ
出典：
- 原作 - NON（構成：手塚だい）『ハレ婚。』（講談社「ヤンマガKC」刊）
- 脚本 - 山田佳奈
- 演出 - 二宮崇、山田佳奈、松嵜由衣
- 音楽 - 羽深由理
- 主題歌 - HYDE「FINAL PIECE」[11]
- プロデューサー - 中田陽子、松本太一、矢ノ口真実（The icon）
- 制作協力 - The icon
- 制作著作 - 朝日放送テレビ

### 放送日程
※ 放送日は制作局・朝日放送テレビ基準。
| 話数   | 放送日  | サブタイトル                                      | 演出     |
| ------ | ------- | ------------------------------------------------- | -------- |
| 第1話  | 1月16日 | いきなり3人目の妻に!? 本気の一夫多妻ラブコメディ! | 二宮崇   |
| 第2話  | 1月23日 | 波乱の初夜…怒涛のハレ婚生活スタート!              | 二宮崇   |
| 第3話  | 1月30日 | ハネムーンでハワイ!? ラブと嫉妬が急発進!          | 二宮崇   |
| 第4話  | 2月06日 | 離婚の危機!? ハレ婚家族仲良し大作戦!              | 松嵜由衣 |
| 第5話  | 2月13日 | 甘い夜でハレ婚ライフ急転! 隠された壮絶過去        | 二宮崇   |
| 第6話  | 2月20日 | HYDE友情出演! 妊娠の秘密とフクザツな女心          | 山田佳奈 |
| 第7話  | 2月27日 | 元カレvsハレ婚夫! 一夫多妻ライフ最大の危機!?      | 山田佳奈 |
| 第8話  | 3月06日 | 元妻とハレ婚夫が不倫!? 泥沼化する一夫多妻ライフ   | 二宮崇   |
| 最終話 | 3月13日 | 家族が選ぶ衝撃結末は？ 一夫多妻ラブ完結！         | 二宮崇   |

| 朝日放送テレビ ドラマ+                  | 朝日放送テレビ ドラマ+                                                   | 朝日放送テレビ ドラマ+                                                                     |
| 前番組                                  | 番組名                                                                   | 次番組                                                                                     |
| --------------------------------------- | ------------------------------------------------------------------------ | ------------------------------------------------------------------------------------------ |
| ムショぼけ （2021年10月3日 - 12月12日） | ハレ婚。 （2022年1月16日 - 3月13日） - ※ここまで日曜23:55 - 翌0:25に放送 | 全力!クリーナーズ （2022年4月18日 - 6月20日） - ※ここから月曜0:25 - 0:55（日曜深夜）に放送 |
| 朝日放送テレビ 日曜23:55 - 翌0:25枠     |                                                                          |                                                                                            |
| ムショぼけ                              | ハレ婚。 【ここまで「ドラマ+」枠】                                       | 恋に無駄口 【ここから「ドラマL」枠】                                                       |